# Stato Kachin
Lo Stato Kachin (in birmano: ကချင်ပြည်နယ်, kətɕʰɪ̀ɴ pjìnɛ̀; lingua Jingpho: Jingphaw Mungdan), è lo Stato più settentrionale della Birmania. Confina con la Cina al nord e a est; lo stato Shan a sud e con l'India e la divisione di Sagaing a ovest. Si trova tra latitudine nord 23° 27' e 28° 25' di longitudine 96° 0' e 98° 44'. Si estende per 89.041 km². La capitale dello Stato è Myitkyina con circa 158.000 abitanti (cens. 2014). Altre città importanti sono Bhamo e Putao.
Nello Stato Kachin c'è la più alta montagna della Birmania, il Hkakabo Razi (che sfiora i 5900 metri) e che forma la punta meridionale dell'Himalaya, vi si trova inoltre il lago Indawgyi, uno dei principali laghi del paese.

## Società

### Evoluzione demografica
La maggioranza degli abitanti dello Stato (1,2 milioni) sono Jingpo, anche conosciuti come Kachin. Il territorio ufficialmente ospita altri 13 gruppi etnici, quali Bamar, Rawang, Lisu, Zaiwa, Maru, Yaywin, Lawngwaw, Lachyit e Shan. Non sono stati effettuati ufficiali censimenti in quasi un secolo.
La lingua kachin utilizza l'alfabeto latino.

### Religione
Le statistiche del governo affermano che la religione predominante è quella buddista con il 57,8% dei praticanti e 36,4% cristiani.

## Economia
L'economia dello Stato ruota principalmente sull'agricoltura. Si coltivano principalmente riso e canna da zucchero. Importante è l'estrazione di risorse del sottosuolo come oro e giada.